# Saint-Thomas-de-Courceriers
Saint-Thomas-de-Courceriers és un municipi francès situat al departament de Mayenne i a la regió de País del Loira. L'any 2007 tenia 226 habitants.

## Demografia

### Població
El 2007 la població de fet de Saint-Thomas-de-Courceriers era de 226 persones. Hi havia 103 famílies de les quals 32 eren unipersonals (24 homes vivint sols i 8 dones vivint soles), 39 parelles sense fills, 24 parelles amb fills i 8 famílies monoparentals amb fills.
La població ha evolucionat segons el següent gràfic:
Habitants censats

### Habitatges
El 2007 hi havia 163 habitatges, 106 eren l'habitatge principal de la família, 37 eren segones residències i 20 estaven desocupats. 157 eren cases i 5 eren apartaments. Dels 106 habitatges principals, 83 estaven ocupats pels seus propietaris, 19 estaven llogats i ocupats pels llogaters i 4 estaven cedits a títol gratuït; 2 tenien una cambra, 12 en tenien dues, 22 en tenien tres, 26 en tenien quatre i 44 en tenien cinc o més. 74 habitatges disposaven pel capbaix d'una plaça de pàrquing. A 57 habitatges hi havia un automòbil i a 43 n'hi havia dos o més.

### Piràmide de població
La piràmide de població per edats i sexe el 2009 era:
| Homes | Edats   | Dones |
| ----- | ------- | ----- |
| 0     | 95 o +  | 0     |
| 0     | 90 a 94 | 0     |
| 4     | 85 a 89 | 0     |
| 0     | 80 a 84 | 4     |
| 4     | 75 a 79 | 8     |
| 12    | 70 a 74 | 8     |
| 8     | 65 a 69 | 0     |
| 8     | 60 a 64 | 8     |
| 8     | 55 a 59 | 0     |
| 4     | 50 a 54 | 8     |
| 16    | 45 a 49 | 12    |
| 4     | 40 a 44 | 4     |
| 24    | 35 a 39 | 12    |
| 0     | 30 a 34 | 12    |
| 0     | 25 a 29 | 0     |
| 8     | 20 a 24 | 8     |
| 4     | 15 a 19 | 12    |
| 4     | 10 a 14 | 24    |
| 12    | 5 a 9   | 12    |
| 0     | 0 a 4   | 12    |

## Economia
El 2007 la població en edat de treballar era de 154 persones, 101 eren actives i 53 eren inactives. De les 101 persones actives 87 estaven ocupades (49 homes i 38 dones) i 14 estaven aturades (5 homes i 9 dones). De les 53 persones inactives 27 estaven jubilades, 9 estaven estudiant i 17 estaven classificades com a «altres inactius».

### Ingressos
El 2009 a Saint-Thomas-de-Courceriers hi havia 106 unitats fiscals que integraven 242 persones, la mediana anual d'ingressos fiscals per persona era de 13.614,5 €.

### Activitats econòmiques
Dels 16 establiments que hi havia el 2007, 7 eren d'empreses de construcció, 3 d'empreses de comerç i reparació d'automòbils, 1 d'una empresa d'hostatgeria i restauració, 1 d'una empresa immobiliària, 3 d'empreses de serveis i 1 d'una entitat de l'administració pública.
Dels 6 establiments de servei als particulars que hi havia el 2009, 1 era un paleta, 1 fusteria, 3 lampisteries i 1 electricista.
L'únic establiment comercial que hi havia el 2009 era una adrogueria.
L'any 2000 a Saint-Thomas-de-Courceriers hi havia 29 explotacions agrícoles que ocupaven un total de 1.242 hectàrees.

## Equipaments sanitaris i escolars
El 2009 hi havia una escola elemental.

## Poblacions més properes
El següent diagrama mostra les poblacions més properes.